# NGC 842
NGC 842 је лентикуларна галаксија у сазвежђу Кит која се налази на NGC листи објеката дубоког неба.
Деклинација објекта је - 7° 45' 45" а ректасцензија 2h 9m 50,7s. Привидна величина (магнитуда) објекта NGC 842 износи 12,7 а фотографска магнитуда 13,7. NGC 842 је још познат и под ознакама MCG -1-6-55, PGC 8258.